# Дорота Кобеля
Доро̀та Кобѐля (на полски: Dorota Kobiela) е полска художничка, аниматорка, режисьорка и сценаристка. Завършва Висшата академия за изящни изкуства във Варшава. Впоследствие изучава режусура във Варшавското филмово училище. През 2017 година получава наградата за анимационен филм на Европейските филмови награди, за филма „Да обичаш Винсент“ (на английски: Loving Vincent; на полски: Twój Vincent).